# Карбофракс
Карбофракс — торговая марка силикатных высокоогнеупорных материалов производства компании «Карборундум».
Карбофракс изготавливается на основе карбида кремния, содержание которого в конечном продукте достигает 89 %. Производство карбофракса ведется в электропечах при температурах около 2000° C, результат имеет вид гранул с размерами 0,4 — 2,8 мм.
Эти гранулы используются как огнеупорный наполнитель (засыпки, набивки и т. п.), а консолидированная форма карбофракса (в виде кирпичей и т. п.) применяется для футеровки печных систем и других высокотемпературных устройств. Изделия из карбофакса отличаются высокой прочностью, низкой пористостью и высокой рабочей температурой, которая может достигать 1500° C.